# Коглер, Вернер
Вернер Коглер (род. 20 ноября 1961) — австрийский политик из партии Зелёных. Коглер также является федеральным представителем Партии зелёных с октября 2017 года.Член Национального совета Австрии (1999—2017, с 2019).
Вице-канцлер и министр по делам искусств, культуры, государственной службы и спорта в правительствах канцлеров Себастьяна Курца, Александра Шалленберга и Карла Нехаммера с 7 января 2020 года.